# Gabriela Canudas
Gabriela Canudas (Havana, 11 de novembro de 1969) é uma atriz cubano-mexicana. Ela ganhou o prêmio de melhor atriz no Festival de Huelva por sua personagem em A Mulher do Povo, um filme dirigido por Dana Rotberg.

## Biografia
Nascida em Havana, Cuba, filha de pai mexicano e mãe cubana; Canudas mudou-se de Veracruz para Xalapa para estudar o ensino médio e depois partiu para os Estados Unidos, onde começou a atuar no teatro. Estudou na Faculdade de Teatro da Universidad Veracruzana, e posteriormente ingressou na Faculdade de Filosofia e Letras da UNAM, para estudar literatura dramática e atuação.
Fez sua estreia no cinema em O Beco dos Milagres, papel que a levou a Hollywood. Teve papéis em novelas como Amor demais e O que é amor. E ganhou destaque internacional ao protagonizar o filme A Mulher do Povo de Dana Rotberg.

## Filmografia parcial
- 2014: Apasionado Pancho Villa ...	Luz Corral
- 2013: The Bridge	...	Luisa
- 2012: Canela ... Beatriz
- 2012: La Cama ...	Ofelia
- 2011: Al caer la noche ...	Melissa
- 2010: La loba	...	Claudia Gómez
- 2010: De la infancia ... Hortensia
- 2008: El precio de la muerte' ...	Miriam
- 2007: Entre Caníbales ...	Ana
- 2007: Equinoccio y la pirámide mágica
- 2007: La justicia tiene voz ...	Gabriela